# Élément primordial (planétologie)
Pour les articles homonymes, voir Élément primordial.
Cet article court présente un sujet plus développé dans : Nucléide primordial.
En planétologie, un élément primordial est un élément chimique dont au moins un des isotopes est un nucléide primordial, c'est-à-dire qu'il est présent sur Terre (ou sur un autre objet du Système solaire) depuis sa formation. Il s'agit de tous les éléments stables (c'est-à-dire les éléments dont au moins un isotope est stable), mais aussi d'éléments radioactifs dont au moins un isotope a une demi-vie suffisante pour que l'élément n'ait quasiment pas décru (bismuth) ou n'ait pas complètement disparu (uranium et thorium).
On ne considère pas comme primordiaux les éléments radioactifs qui sont présents naturellement sur Terre, mais dont la présence est due à leur formation continue par la désintégration d'éléments radioactifs (éléments radiogéniques) ou par des réactions nucléaires provoquées par les rayons cosmiques (éléments cosmogéniques).